# Simulium lourencoi
Simulium lourencoi är en tvåvingeart som beskrevs av Py-daniel 1988. Simulium lourencoi ingår i släktet Simulium och familjen knott. Inga underarter finns listade i Catalogue of Life.